# Zurab Beridze
Zurab Beridze, gruz. ზურაბ ბერიძე (ur. 9 stycznia 1979 w Tbilisi) – były gruziński pływak, specjalizujący się w stylu dowolnym.
Wystartował na igrzyskach olimpijskich w Sydney (2000) na 50 metrów stylem dowolnym, gdzie zajął 54. miejsce.
Beridze był pierwszym pływakiem gruzińskim, który wystartował na igrzyskach olimpijskich.